# R4
R4 je južnoafrička jurišna puška kalibra 5,56 mm koja je razvijena 1982. za južnoafričku vojsku kao zamjena za belgijsku pušku FN FAL kalibra 7,62 mm koja se u JAR-u proizvodila na temelju licence pod nazivom R1. Automatsku pušku R4 proizvodio je Denel Land Systems (bivši Lyttleton Engineering Works).
R4 je licencna kopija izraelske automatske puške IMI Galil s nekoliko modifikacija; kundak i okviri rađeni su od jakog polimera, dok je puška prilagođena potrebama južnoafričkog vojnika.

## Razvoj
Južnoafričkoj Republici su dugo vremena zbog apartheida nametnute međunarodne sankcije, a jedna od rijetkih zemalja koja nije poštivala te sankcije bio je Izrael. Njihova zajednička suradnja bila je posebice izražena na području razvoja nuklearnog arsenala. Suradnja je s vremenom proširena na razvoj vatrenog oružja, kupnjom licence za proizvodnju puške IMI Galil. Ubrzo je tvrtka Lyttleton Engineering Works (danas Denel Land Systems) razvila svoju jurišnu pušku na temelju izraelskog originala, ali sa značajnim izmjenama.
Puška nazvana R4 danas je standardna automatska puška južnoafričke vojske.
R4 je automatska puška koja vizualno sliči IMI Galilu, sa sklopivim skeletoidnim kundakom, plastičnim crnim podkundakom i nožicama.  
Cijevi R4 su umjesto od čelika izrađene od snažnog polimera zbog klimatskih uvjeta na jugu Afrike. Time je riješen problem držanja usijanog oružja u rukama. Zbog tih razloga, polimer je korišten i u izradi okvira, kundaka, rukohvata i ostalih dijelova koji dolaze u kontakt s rukama. Zbog toga je R4 laganiji od IMI Galila koji kao gradive materijale koristi metal i drvo. Podkundak je ojačan staklenim vlaknima. Puška nema drvenih dijelova te je u potpunosti crne boje. R4 je od korozije zaštićen debelim slojem specijalnog molibdenskog pečenog vlakna.
Puška ima poluautomatski i automatski mod paljbe koji se može odabrati povlačenjem poluge s desne strane puške, iza ručice zatvarača, ili pomicanjem poluge s lijeve strane pomoću palca ruke koja drži rukohvat puške.
Stražnji nišan je opremljen s dioptrijskim otvorom s dvije pločice čijim se preklapanjem (3 ili 6) vrši izbor daljine nišanjenja na 300 ili 600 metara.

## Detalji dizajna
Kao i kod IMI Galila, i R4 ima radni mehanizam koji je razvijen na temelju AK-47. R4 ima regulator s tri moda paljbe te obuhvaća sigurnosnu kočnicu. Modovi paljbe su označeni slovima: S (eng. safe) znači da je puška zakočena, R (eng. repeat) označava pojedinačnu, a A (eng. automatic) automatsku paljbu.
R4 koristi streljivo kalibra 5.56x45mm NATO koje se nalazi u okvirima od 35 metaka. Lake preklopne nožice mogu se montirati ispod rukohvata, a mogu se koristiti i kao rezač žice.

## Ciljnik
Automatska puška R4 ima tradicionalni čelični ciljnik koji strijelcu služi za gađanje mete na udaljenostima između 300 i 500 metara. Za noćne operacije, R4 može biti opremljen s posebnim samosvjetlećim tritium ciljnikom.

## Inačice
Postoje tri inačice ove automatske puške:
- R4 - Standardna automatska puška južnoafričke kopnene vojske. Licencna kopija IMI Galila
- R5 - Tokom 1990-ih razvijen je mnogo kompaktniji R5 kao oružje osobne obrane za posadu oklopnih vozila. R5 u odnosu na veći R4 ima 130 mm kraću cijev, zajedno s kraćim plinskim sustavom i rukohvatom. Na R5 se za razliku od R4 ne može montirati bacač granata. Ovaj kratki karabin je standardno naoružanje južnoafričke mornarice i južnoafričkih zračnih snaga. Licencna kopija Galil SAR.
- R6 - Inačica s još kraćom cijevi i manjim plinskim cilindrom.
- Lyttleton Engineering Works / Denel Land Systems predstavio je i liniju poluautomatskih inačica R4, R5 i R6, pod nazivima LM4, LM5 i LM6, namijenjenih civilnom tržištu i policijsko-pravnim službama.

Novije inačice puške uključuju i Weaver šine za montiranje optike.

## Korisnici
- JAR: standardna jurišna puška južnoafričke vojske. R5 je cijenjen karabin u tamošnjoj policiji i specijalnim jedinicama.[4]
- Haiti: koristi ga haićanska nacionalna policija.
- Ruanda: oružje se uvezlo u zemlju 1992. za potrebe ruandske vojske.[5]
- Srbija: koristi ga Specijalna brigada.[6]